# Гризинькалнс (парк)
Гри́зинькалнс (латыш. Grīziņkalna parks, также Парк 1905 года) — парк в Риге, расположенный в одноимённом историческом районе к востоку от центра города. Территория парка ограничена улицами Пернавас, Яня Асара, Ата и железнодорожной линией. Общая площадь парка — 10,4 га.

## История
Уже в градостроительном плане 1885 года было предусмотрено обустройство парка на одноимённой высокой песчаной дюне, возвышавшейся на 24 метра над уровнем моря. Однако фактически проект планировки парка был утверждён только в 1902 году. Его автор — известный мастер паркового искусства Георг Фридрих Куфальдт, создатель единой структуры озеленения города.
Парк был задуман в виде трёх террас: на нижней должен был расположиться ресторан, танцплощадка и театр; на второй террасе — площадка для променада, а на верхней предполагалось построить 20-метровую смотровую вышку, кафе и винный зал; впрочем, этот проект так и не был полностью реализован.

Домик садовника

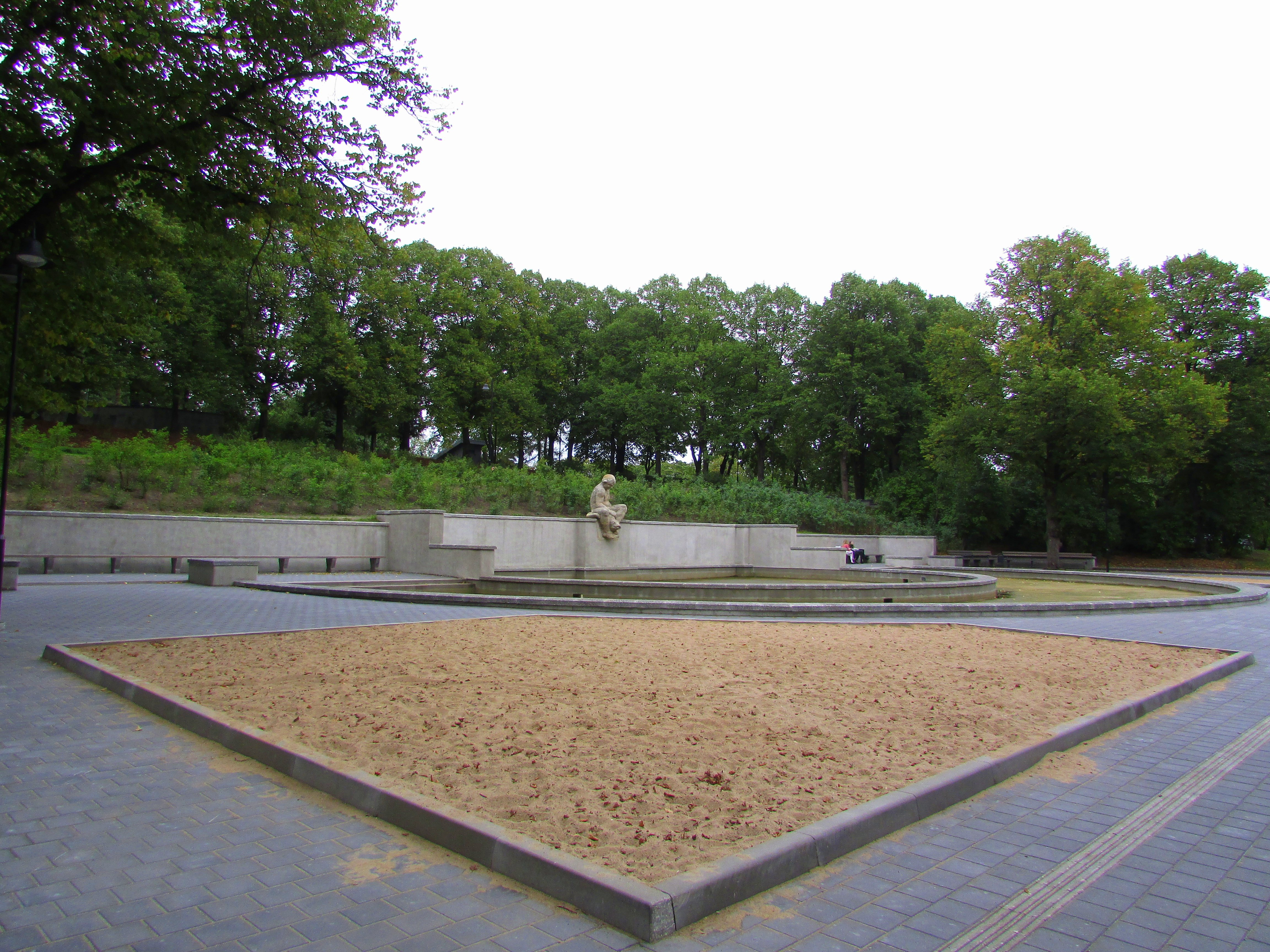
Детская песочница и бассейн со скульптурой «Lutausis»

В 1903 году в парке появилась первая постройка — сторожка садовника, было проведено водоснабжение, обустроены парковые дорожки.
В дни революции 1905 года парк стал центром массовых протестов; так, во время всеобщей забастовки 20 октября 1905 года в парке собрались тысячи митингующих.
С 1905 по 1908 годы в парке работал латышский театр «Аполло».
Первоначальное благоустройство парка было завершено к 1911 году; в этом же году на территории парка прошла торгово-промышленная выставка. На открытой эстраде парка дважды в неделю проходили концерты, здесь же была танцплощадка и работал музыкальный павильон на вершине горы, который спроектировал архитектор Хейнц Пиранг.
В годы Первой мировой войны парковые строения были сожжены. Исключение составила лишь сторожка садовника, сохранившаяся и до наших дней, но сам парк за годы войны пришёл в запустение.
В 1920-е годы, под руководством директора рижских садов и парков Андрея Зейдакса, в парке начались реставрационные работы, которые длились целое десятилетие и завершились лишь в 1930 году. В ходе реконструкции парк приобрёл новую планировку: доминантой парка стали террасные ступени центральной лестницы, сохранившейся до наших дней. Была оборудована игровая площадка с бассейном и декоративной скульптурой «Lutausis» (скульптор Mартиньш Шмалцс), а на вершине холма построена эстрада для летних концертов (позже сгорела и была снесена).
Почти 40 лет, с 1932 до 1971 года, в парке работал садовником Карлис Озолс — специалист по выращиванию роз, заботившийся о большом розарии парка.
В годы Второй Мировой войны парк снова оказался запущен и был приведён в порядок лишь в конце 1940-х годов. В 1949 году в парке под холмом были оборудованы помещения резервного штаба Прибалтийского военного округа. Бункеры штаба соединялись подземным ходом с воинской частью, расположенной неподалёку, на улице Сапиеру (Сапёрная). Параллельно с этим строительством благоустраивался холм над бункерами.
Примерно в то же время на месте бывшего паркового балагана был устроен городок аттракционов. В 1990-е годы аттракционы парка демонтировали и на их месте создали один из первых скейт-парков в Риге.
В 2008 году в центральной части парка была обустроена новая обширная детская игровая площадка. На сегодняшний день парк благоустроен и является любимым местом отдыха для жителей прилегающих районов.
Среди растений парка встречаются виды, привезённые из других стран: тис ягодный, туя западная, миндаль трёхлопастный, гортензия древовидная и другие.

## Увековечение событий 1905 года
В 1930 году, в честь 25-летия революционных событий 1905 года, парк Гризинькалнс был переименован в Парк 1905 года. Это название используется вплоть до наших дней. Исключением стали только годы немецкой оккупации, когда парк называли Neuer Park (Новый парк).
Спустя ещё четверть века, в 1955 году, на вершине холма, напротив центральной лестницы, на каменной стене была прикреплена мемориальная доска в память о многотысячном митинге 20 октября 1905 года, на которой количество митингующих было оценено в 100 тысяч человек (вероятно, эта цифра сильно преувеличена). До наших дней эта доска не сохранилась.
В 1974 году у входа в парк, на углу улиц Пернавас и Яня Асара, был воздвигнут памятник революционерам 1905 года (скульптор Валдис Албергс). Он выполнен из желтоватого известкового туфа, высеченного из глыб исторического утёса Стабурагс на Даугаве, который был затоплен водохранилищем Плявиньской ГЭС в 1966 году.

## Галерея

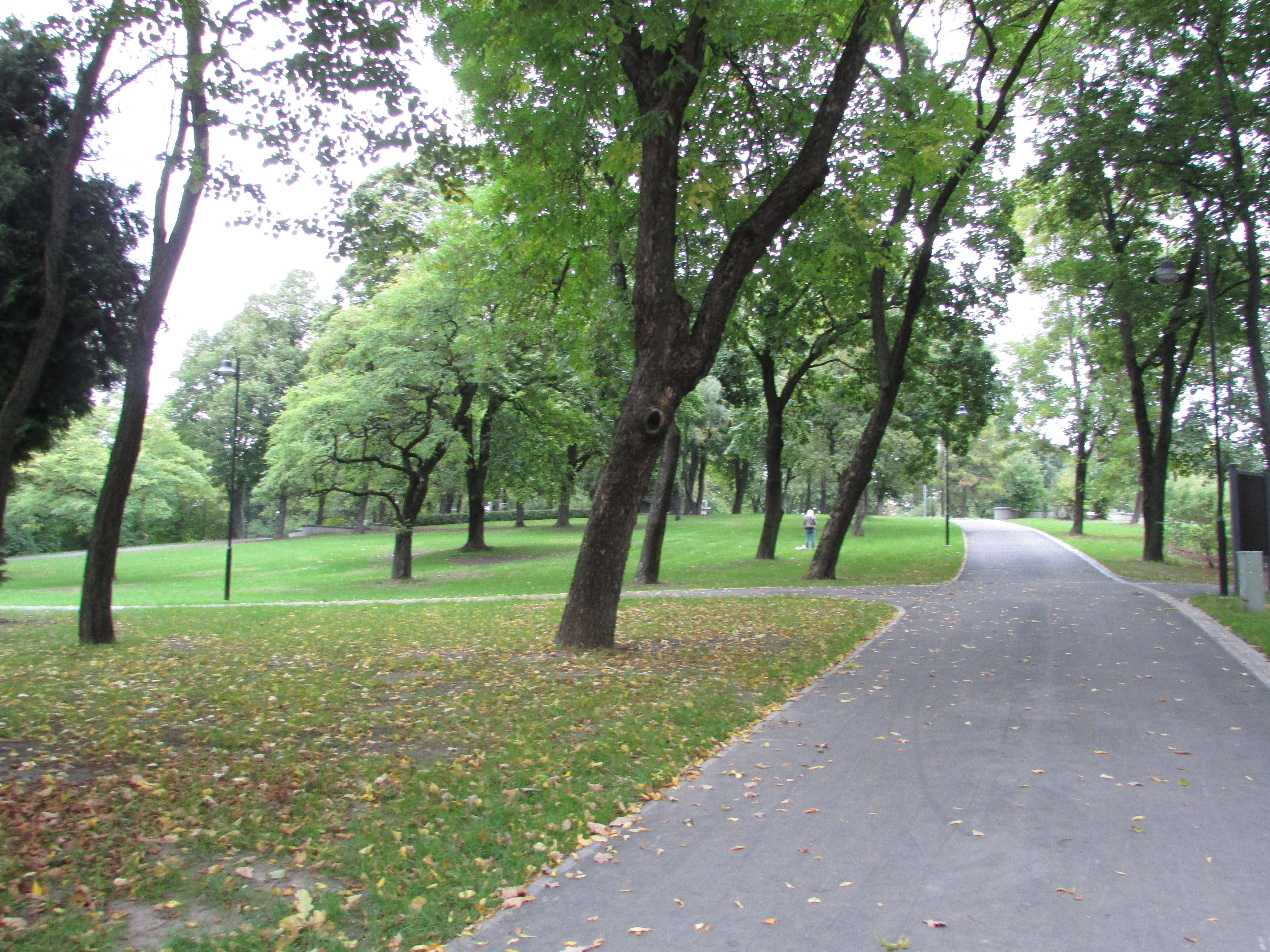
Дорожки парка
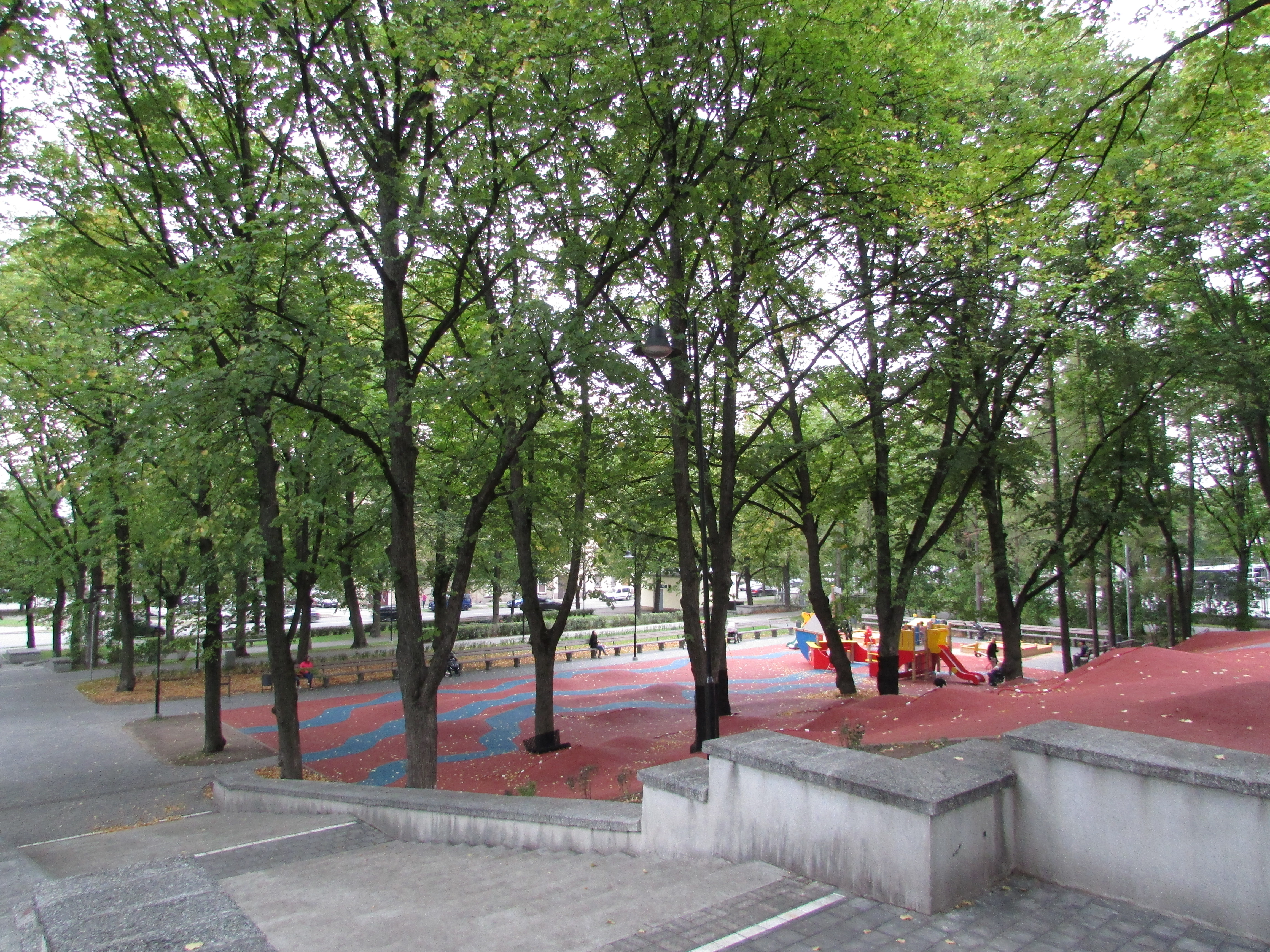
Фрагмент детской площадки с мягким покрытием
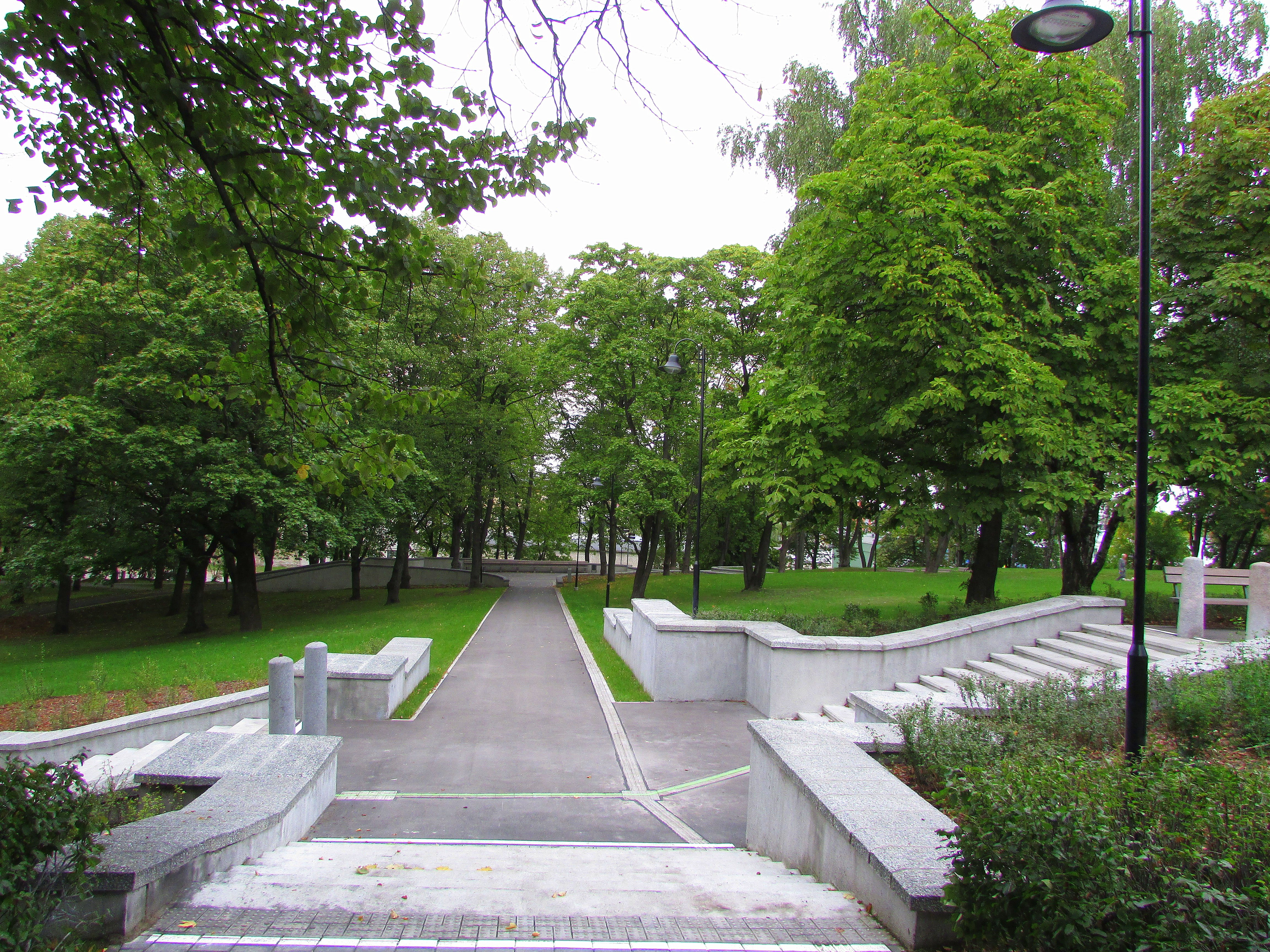
Лестница вправо ведёт на вершину холма